# Nomi Talisman
Nomi Talisman é uma dupla de cineastas americanos. Como reconhecimento, foi nomeado ao Oscar 2016 na categoria de Melhor Documentário em Curta-metragem por Last Day of Freedom.